# Amadio Ronchini

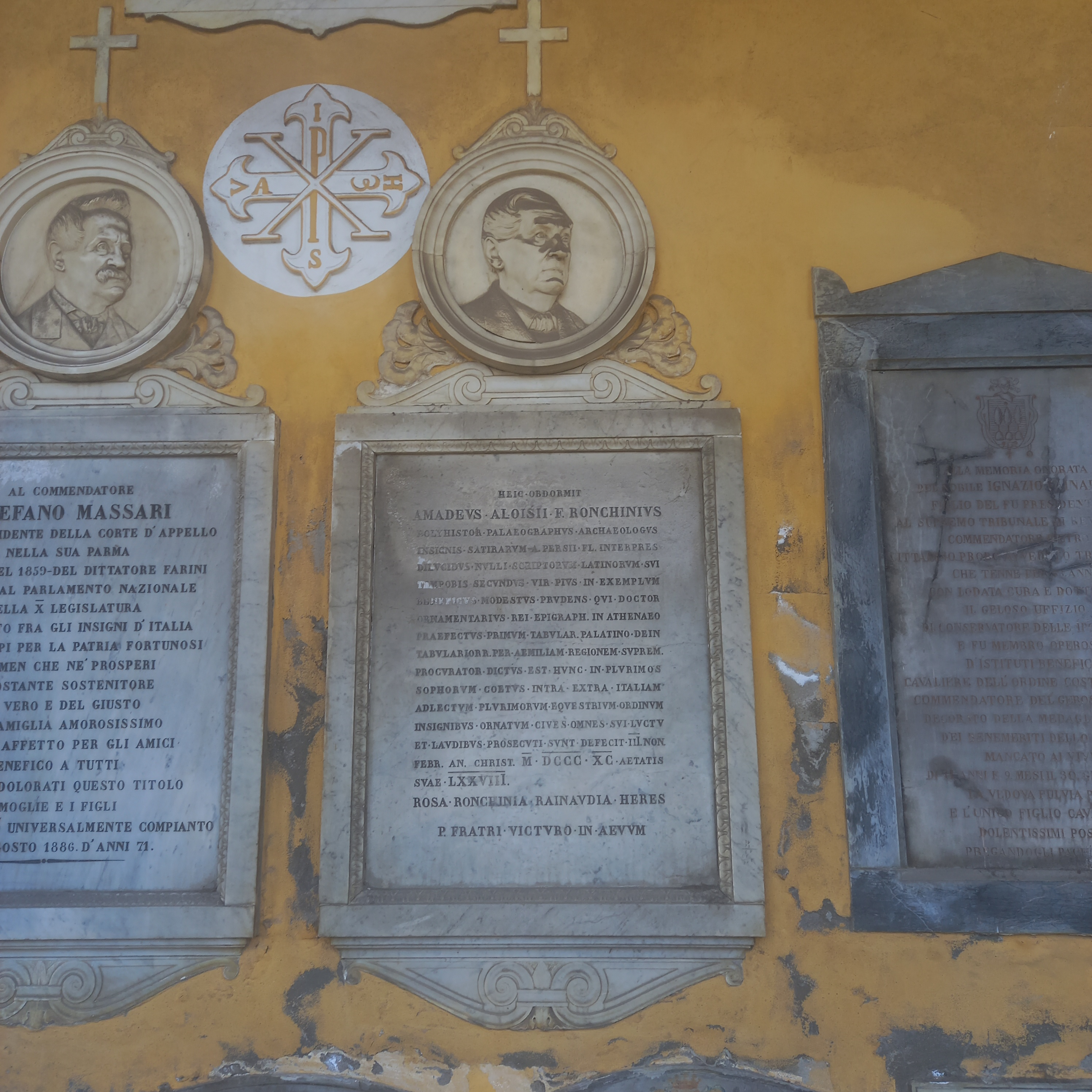
La tomba di Amadio Ronchini nel Cimitero della Villetta a Parma

Amadio Ronchini (Parma, 22 gennaio 1812 – Parma, 3 febbraio 1890) è stato uno storico italiano.

## Biografia
Amante delle lettere e della storia, ebbe molteplici interessi culturali. Coltivò in particolare l'epigrafia, dove ebbe come maestro l'abate Ramiro Tonani, e la paleografia, alla quale fu avviato da Tommaso Gasparotti, direttore dell'Archivio di Stato di Parma. Nel 1834 Angelo Pezzana lo chiamò a collaborare con lui per la compilazione della Storia di Parma.
Nel 1836 entrò nell'Archivio di Stato come segretario archivista e nel 1847 fu nominato direttore, carica che mantenne per 28 anni, fino al 1875. Nel 1840 fu nominato professore onorario di paleografia all'Università di Parma. Dopo l'Unità d'Italia fece parte come segretario della Commissione ministeriale per gli archivi.
Nel 1855, con la pubblicazione dei Monumenta historica, assieme all'abate Luigi Barbieri promosse la costituzione,  sull'esempio della Deputazione di Storia Patria piemontese, della Deputazione di Storia Patria parmense, che fu dichiarata governativa nel 1860. Fu un grande cultore sia della lingua italiana che latina. I suoi studi sull'espressione metodica della metrica latina lo portarono a formare un sistema completo di espressioni che, con l'aiuto di un musicista parmense, ridusse a note musicali. Applicò poi questo sistema all'ode di Orazio Sic te diva potens Cypri.
Fu professore onorario di epigrafia all'Università di Parma.

## Opere

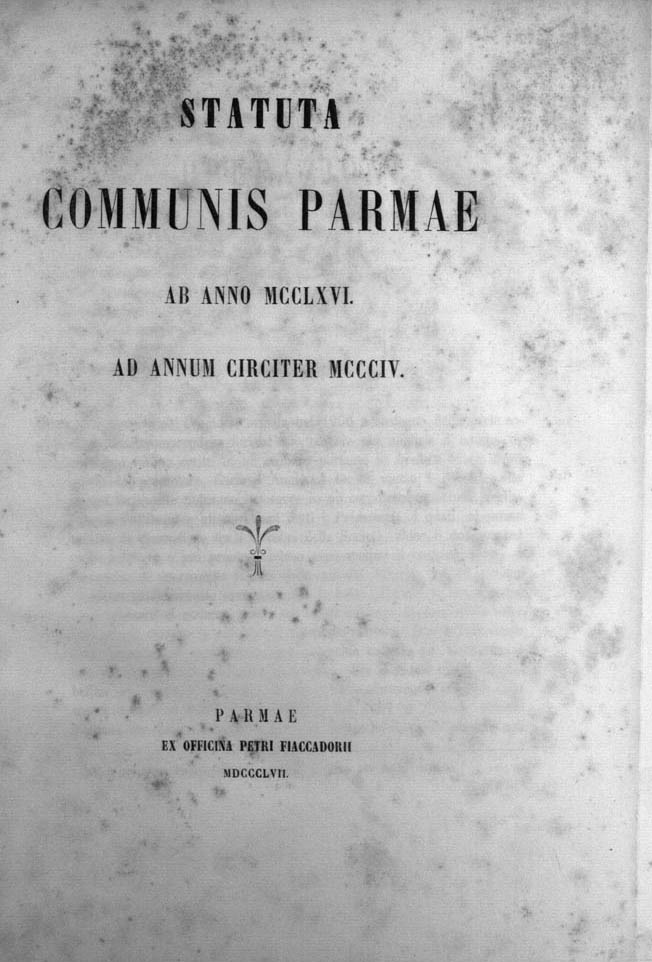
Statuta Communis Parmae ab anno 1266 ad annum circiter 1304, 1857

- Discorso in morte di Angelo Pezzana
- Gesta di Sua Maestà Maria Luigia narrate per epigrafi latine (Fasti rerum gestarum a Maria Ludovica ab anno 1814 ad 1829), Parma, 1840
- Proemio agli Statuti del Comune di Parma vigenti tra gli anni 1316-1325 (Parma, 4 voll.)
- Iscriptiones gratulatoriae
- Lettere d'uomini illustri conservate in Parma, Parma, 1853
- (LA) Statuta Communis Parmae ab anno 1266 ad annum circiter 1304, Parma, Pietro Fiaccadori, 1857.
- (LA) Statuta Communis Parmae ab anno 1316 ad 1325, Parma, 1858.
- (LA) Statuta Communis Parmae anni 1347, Parma, 1860.
- Barbara Sanseverino, Modena, 1863
- Satire di Persio, Modena, 1867